# Coniolo
Coniolo är en ort och kommun i provinsen Alessandria i regionen Piemonte i Italien. Kommunen hade 453 invånare (2018).